# Grote spitskop
De grote spitskop (Ruspolia nitidula) is een rechtvleugelig insect uit de familie sabelsprinkhanen (Tettigoniidae), onderfamilie Conocephalinae.

## Kenmerken
De sprinkhaan bereikt een lengte van 20 tot 30 millimeter. De lichaamskleur is geheel bleekgroen, alleen de antennes zijn roodbruin gekleurd. De vleugels zijn relatief lang en reiken tot ver achter de achterlijfspunt. De vleugels zijn voorzien van zwarte spikkels.
Vanwege het uiterlijk, de lange vleugels en de lichaamslengte is de soort niet te verwarren met in Nederland en België levende soorten zoals het gewoon spitskopje en het zuidelijk spitskopje.

## Algemeen
De grote spitskop is een Zuid-Europese soort die zich door klimaatverandering zeker sinds 2017 ook in België heeft gevestigd.
In Duitsland zijn enkele populaties bekend. Tot en met 2018 drie losse waarnemingen in Nederland, in 2019 werden in Leiden in Wijchen de eerste populaties aangetroffen.
Ook in Afrika komt de soort voor. In Oeganda wordt de soort verzameld en vermarkt als voedsel.